# Geranomyia canariensis
Geranomyia canariensis är en tvåvingeart som beskrevs av Ernst Evald Bergroth 1889. Geranomyia canariensis ingår i släktet Geranomyia och familjen småharkrankar. Inga underarter finns listade i Catalogue of Life.